# McMurtry Spéirling
Der McMurtry Spéirling ist ein einsitziges Elektroauto, Rennwagen und Konzeptfahrzeug, das der Öffentlichkeit während des Goodwood Festival of Speed im Jahr 2021 erstmals gezeigt wurde. Das Auto wurde von McMurtry Automotive, einem britischen Start-up, gegründet 2016 von David McMurtry, entwickelt. Das relative kleine Fahrzeug hat ein einsitziges Monocoque aus kohlenstofffaserverstärktem Kunststoff. „Spéirling“ ist Irisch für „Gewittersturm“.
Besonderheit des Spéirling ist ein Gebläse-System, das 20 kN Abtrieb (entspricht ca. 2000 Kilogramm Gewicht zusätzlich zum Eigengewicht von ca. 1000 kg) bereits im Stand erzeugt. Dadurch hat der Wagen bei niedriger Geschwindigkeit wesentlich mehr Bodenhaftung als andere Sportwagen und Rennwagen, kann mit ca. 3g Querbeschleunigung fahren, und hat tatsächlich „Deckenhaftung“, wie 2025 demonstriert wurde. Der Wagen fuhr in eine drehbare Trommel, saugte sich an den Boden, wurde kopfüber gedreht, fuhr ein kurzes Stück, wurde wieder aufrecht gedreht, und verließ das Gestell.
Im Juni 2022 erzielte der Spéirling im darauffolgenden Goodwood Festival of Speed einen Rekord im Bergrennen, indem  der Werksfahrer Max Chilton den 1,87 km langen Kurs in 39,08 Sekunden durchfuhr; im Dezember 2022 wurde eine unabhängig vom Hersteller ermittelte Beschleunigungszeit von 0 auf 96 km/h in 1,4 Sekunden publiziert.
Exemplare einer darauf basierenden Kleinserie des nochmals leistungsfähigeren aber ebenso nicht straßenzugelassenen McMurtry Spéirling Pure sollen ab 2025 für knapp 1 Million Pfund verkauft werden.